# Oxypoda effecta
Oxypoda effecta är en skalbaggsart som beskrevs av Thomas Casey 1911. Oxypoda effecta ingår i släktet Oxypoda och familjen kortvingar. Inga underarter finns listade i Catalogue of Life.